# سیارک ۲۹۷۲
سیارک ۲۹۷۲ (به انگلیسی: 2972 Niilo، نامگذاری:1939TB) دو هزار و نهصد و هفتاد و دومین سیارک کشف شده‌است که در ۷ اکتبر ۱۹۳۹ کشف شد.
قدر مطلق سیارک برابر ۱۳٫۹۰ است.